# Creu de terme (Vilanant)
La Creu de terme és una obra de Vilanant (Alt Empordà) inclosa a l'Inventari del Patrimoni Arquitectònic de Catalunya.

## Descripció
Creu de pedra muntada damunt una base de cinc esglaons circulars. El fust cilíndric també és fet de blocs de pedra. Acaba amb una peça cilíndrica que rep directament la creu, de braços rectes i superfície llisa.

## Història
Creu reedificada el 1899 sobre una d'anterior desconeguda